# Pseudocroniades
Pseudocroniades este un gen de fluturi din familia Hesperiidae. 
Genul este monotipic și conține o singură specie, Pseudocroniades machaon (Westwood, 1852), care este endemică din Brazilia. 